# Bartosz Blaschke
Bartosz Blaschke (ur. 2 listopada 1974 w Gliwicach) – polski reżyser, scenarzysta i operator filmowy. 
Absolwent Szkoły Filmowej im. Krzysztofa Kieślowskiego Uniwersytetu Śląskiego oraz Mistrzowskiej Szkoły Reżyserii Filmowej Andrzeja Wajdy. 
Od 1990 związany z Platformą Działań Artystycznych Hermetyczny Garaż. Pisał scenariusze do takich seriali telewizyjnych jak: Na dobre i na złe, Ojciec Mateusz, Nad rozlewiskiem, Będziemy mieszkać razem czy Strażacy. Reżyser i scenarzysta filmów muzycznych, dokumentalnych i fabularnych.
Zdobywca III Nagrody PISF (wspólnie z Dominikiem Gąsiorowskim) za scenariusz Felicja i Jezus (2014) oraz II Nagrody za scenariusz Sonata (2018) w konkursie "Script Pro".
Członek Stowarzyszenia Filmowców Polskich oraz Gildii Reżyserów Polskich.

## Filmografia
- 2008: Ziętek, film dokumentalny
- 2008: Karbido’s The Table, film muzyczny
- 2010: Öszibarack's Tele La La, film muzyczny
- 2015: Oczy mojego ojca, film fabularny, krótkometrażowy
- 2019: Patrol Tatry, serial dokumentalny
- 2021: Sonata, film fabularny